# Mondo (Spiel)
Mondo ist ein Brettspiel vom Typ eines Legespiels. Es stammt von Spieleautor Michael Schacht, der für sein 2007 als Spiel des Jahres ausgezeichnetes Spiel Zooloretto bekannt ist. Das Design stammt von Oliver Freudenreich. Bei Mondo baut jeder Spieler auf seinem Spielbrett eine Welt (Mondo ist italienisch für Welt) aus Landschaftsplättchen. In den Landschaften Wald, Wüste und Steppe, sowie mit besonderer Bedeutung auch Seen aus Wasser-Plättchen leben jeweils vier verschiedene Tierarten und stehen aktive oder erloschene Vulkane, die eine besondere Rolle in der Wertung spielen.
Mondo erschien 2011 bei Pegasus Spiele und stand im selben Jahr auf der Empfehlungsliste des Spiels des Jahres und erreichte Platz 6 des Deutschen Spiele Preis. In Norwegen (Årets Spill) und Dänemark (Guldbrikken) wurde es als Familienspiel des Jahres 2011 ausgezeichnet. Dazu kamen Nominierungen für den niederländischen (Nederlandse Spellenprijs), finnischen (Vuoden Perhepeli) und tschechischen (Hra roku) Spielepreis.
Das rund zwanzig bis dreißig Minuten dauernde Spiel richtet sich an zwei bis vier Spieler ab acht Jahren, mit leicht geänderten Regeln ist auch das Spiel alleine gegen die Uhr möglich. Durch eine große Zahl an unterschiedlichen Wertungsmöglichkeiten und Zusatzaufgaben kann Mondo in verschiedenen Schwierigkeitsgraden gespielt werden.

## Spielprinzip und Ausstattung
Bei Mondo als klassischem Legespiel bauen die Spieler aus einem offenen Vorrat Landschaftsplättchen an ihre bestehende Welt an. Dabei bauen die Spieler gegen die ablaufende Uhr gleichzeitig, kontinuierlich und nicht-rundenorientiert. Grundsätzlich müssen Landschaftsplättchen aneinander passen. Von diesem Prinzip kann ein Spieler bewusst abweichen, um durch eine Sonderwertung des jeweiligen Plättchens einen höheren Bonus zu bekommen, als es für das Nicht-Passen der Landschaft Abzüge gibt. Die Bedeutung der Boni steigt mit den Zusatzregeln und -wertungen des Fortgeschrittenen- und Experten-Modus sowie den verschiedenen Erweiterungsmöglichkeiten.
Die als Weltentafeln bezeichneten Spielbretter, die Landschaftsplättchen, Wertungs- und Aufgabentafeln und diverse Marker sind aus Pappe. Die Plättchen sind beidseitig bedruckt; eine Seite zeigt durchgehend einen der Landschaftstypen. Auf der anderen stoßen zwei oder drei Landschaftstypen in unterschiedlichen Formen zusammen. Die Weltentafeln haben ebenfalls zwei Seiten. Auf der einfacheren baut der Spieler eine Insel, auf der anderen muss die eigene Landschaft zu den Vorgaben des Randes passen. Dem Spiel liegen ein Block mit Tabellen für die Wertungen und eine Eieruhr bei.

## Spielablauf
Jedes Spiel geht über drei zeitlich gleich lange Runden, was über die Eieruhr gesteuert wird. Fortgeschrittene und Experten spielen jeweils kürzere Zeiten. Zur Vorbereitung erhält jeder Spieler eine Weltentafel, alle Landschaftsplättchen werden ungeordnet in die Tischmitte gelegt und pro Spieler wird eine Bonusmarke aufgelegt, geordnet nach Wert mit der höchsten oben.
Wenn die Uhr läuft, greifen alle Spieler gleichzeitig auf die Landschaftsplättchen zu. Sie dürfen nur eine Hand benutzen und immer nur ein Plättchen gleichzeitig greifen, ansehen und umdrehen. Das Plättchen auf der Hand muss in die eigene Welt eingebaut oder zurückgelegt werden. Das erste Plättchen kann frei gelegt werden, jedes spätere muss mit mindestens einer Seite an ein existierendes angelegt werden. Bevor die Uhr abläuft, darf jeder Spieler jederzeit aussteigen. Er nimmt sich dann den obersten Bonusmarker.
Am Ende jeder Runde findet eine Wertung statt. Jedes Tier zählt einen Punkt, jede fehlerfreie und abgeschlossene Landschaft zählt zwei Punkte. Jedes leer gebliebene Feld auf der Weltentafel kostet einen Minuspunkt, ebenso wie jeder Anschlussfehler, wenn aneinandergrenzende Landschaftsplättchen nicht zusammenpassen. Anschließend zählt jeder Spieler seine Vulkane. In der ersten Runde zählen nur die aktiven Vulkane, wer am meisten davon hat, erhält ebenfalls einen Minuspunkt pro aktivem Vulkan. Am Ende der Wertung erhält der führende Spieler einen Vulkanmarker, für ihn – oder bei Gleichstand für alle Spieler gleichauf – zählen in der folgenden Runde alle Vulkane als aktiv. Nach drei Runden werden die Punkte addiert und der Gesamtsieger wird ermittelt.
Fortgeschrittene spielen in jeder Runde eine zufällige Sonderwertung aus. Der jeweils beste in der geforderten Eigenschaft erhält vier Punkte, der schlechteste verliert vier. Experten können zudem in jeder Runde bis zu zwei Zusatzaufgaben erfüllen, die je nach Schwierigkeit unterschiedliche Bonuswerte einbringen. Mondo kann auch alleine gegen die Uhr gespielt werden. Nach den dafür vorgesehenen Regeln gilt es, innerhalb der Zeit die Welt vollständig zu bauen und dabei Anschlussfehler und beide Typen von Vulkanen zu vermeiden.

## Erweiterungen
Es sind zwei Erweiterungen für Zusatzspieler erhältlich. Sie bringen neue Landschaftsplättchen und unterschiedliche Zusatzaufgaben sowie das Zubehör für einen zusätzlichen Spieler. Beide Erweiterungen können miteinander und in größeren Zahlen kombiniert werden, so dass die Zahl der Mitspieler von Mondo mit entsprechend vielen Erweiterungen erhöht werden kann. Kostenlos erhältliche Zusatzkarten führen eine besondere Variante für zwei Spieler namens Mondo Duell ein. Dabei konkurrieren die Spieler nur um spezielle Aufgaben; das Spiel endet, wenn ein Spieler zwei davon erfüllt hat.
Der Spieleautor Michael Schacht stellt kontinuierlich neue Sonderwertungen, Zusatzaufgaben und Duellkarten auf der Webpräsenz des Spiels zum Download bereit. Außerdem schlägt er dort Regelvarianten für erfahrene Spieler vor.

## Zielgruppe
Der Verlag ordnet Mondo als Familienspiel ein und verweist darauf, dass das Spielsystem so flexibel ist, dass es von Kindern ab etwa acht Jahren bis zum erfahrenen Spieler für alle Zielgruppen geeignet sei.
Die Jury des Spiel-des Jahres-Preises betonte die große Vielfalt der Varianten und Zusatzaufgaben und die Notwendigkeit, „den Überblick zu behalten“ als „die besondere Herausforderung bei diesem hektischen Weltenbau.“
Die Rezension der Pöppelkiste stellt fest: „Schnell ist zu erkennen, dass Mondo mit der Erfahrung der Spieler wächst. Damit bleibt das Spiel über einen längeren Zeitraum interessant. Gleichzeitig werden die Regeln dadurch nach und nach eingeführt. Während das Grundspiel eingängig und leicht zu spielen, erfordert die Endausbaustufe viel Erfahrung und Überblick.“ Die Spiele-Kritik-Webseite H@ll9000 schreibt zum Spielprinzip: „Obwohl der Spielablauf grundsätzlich sehr einfach ist, merkt man meistens schon nach der ersten Partie, dass doch nicht alles so leicht ist, wie es sich eingangs anhörte. […] Gibt es doch so viel, auf das zu achten ist“.